# Улица Небесной Сотни (Чернигов)
Улица Небесной Сотни (до 2023 года — Орловская улица) (укр. Вулиця Небесної Сотні) — улица в Новозаводском районе города Чернигова, исторически сложившаяся местность (район) Новая Подусовка. Пролегает от улицы Руднева до улицы Георгия Нарбута (Курская).
Примыкают улицы Максима Белоконя (Брестская), Андрусенко, Стратилата, Филиппа Морачевского, Забаровская, Глебова, Черкасская.

## История
Орловская улица — в честь в города Орёл — была проложена и застраивалась в 1960-е годы, вместе в другими улицами 1-й очереди застройки Новой Подусовки (Новоподусовского жилого массива). В 1980-е годы была продлена на запад в сторону Забаровки. 
С целью проведения политики очищения городского пространства от топонимов, которые возвеличивают, увековечивают, пропагандируют или символизируют Российскую Федерацию и Республику Беларусь, 21 февраля 2023 года улица получила современное название — в честь «Небесной сотни» — погибших на Евромайдане, согласно Решению Черниговского городского совета № 29/VIII-7 «Про переименование улиц в городе Чернигове» («Про перейменування вулиць у місті Чернігові»).

## Застройка
Улица пролегает в восточном направлении от леса и административной границы Чернигова, пересекая весь Новоподусовский жилой массив, параллельно улицам Евгения Лоскота (Костромской) и Ганны Барвинок (Минской). Парная и непарная стороны улицы заняты усадебной застройкой. 
Учреждения:
1. дом № 6 — детсад № 58